# Chân Không
Thiền sư Chân Không (真空, 1046-1100), tên tục: Vương Hải Thiềm(王海蟾); là thiền sư Việt Nam thời nhà Lý, thuộc thế hệ thứ 16 thiền phái Tì-ni-đa-lưu-chi.

## Thân thế và hành trạng
Vương Hải Thiềm là người làng Phù Đổng, huyện Tiên Du, tỉnh Bắc Ninh.
Xuất thân trong một gia đình quý tộc, nhưng mồ côi từ thuở nhỏ, nhờ khổ công học tập, nên 15 tuổi đã hiểu nhiều sách vở.
Năm 20 tuổi , ông dạo khắp thiền lâm để tìm thầy tu học. Sau khi đến dự hội giảng do thiền sư Thảo Nhất chủ trì tại chùa Tĩnh Lự ở núi Đông Cứu (Bắc Ninh) , nghe kinh Pháp hoa, Vương Hải Thiềm bỗng nhiên tỏ ngộ. Kể từ đó, ông thờ thiền sư Thảo Nhất làm thầy.
Nhờ siêng học hỏi, hiểu biết thiền học của sư (tức Vương Hải Thiềm) ngày càng tăng tiến. Khi đã lĩnh thụ được tâm ấn, sư đến ở chùa Chúc Thánh nơi núi Phả Lại, thuộc trại Phù Lan (nay thuộc tỉnh Hưng Yên)., tu trì giới luật suốt 20 năm, và nổi tiếng là bậc chân tu với pháp danh là Chân Không.
Mến mộ, vua Lý Nhân Tông (ở ngôi: 1076-1084) cho mời thiền sư Chân Không vào đại nội giảng kinh Pháp Hoa, được nhiều người đến nghe. Lúc bấy giờ có Thái úy Lý Thường Kiệt, Tướng quốc Thân Vứu và Thứ sử Lạng Châu cũng đều mến mộ sư, nên thường bỏ của riêng ra cúng dường. Thiền Sư đem số của cải ấy dùng vào việc sửa chùa, xây tháp, đúc chuông...
Khi tuổi đã khá cao, thiền sư Chân Không trở về quê quán, dựng lại chùa Bảo Cảm, và tiếp tục hoằng pháp ở đó.
Đêm ngày mồng Một tháng 11, năm Hội Phong thứ 9 (1100) đời Lý Nhân Tông, thiền sư Chân Không ngồi kiết già thị tịch (hưởng dương 54 tuổi), sau khi đọc cho các đệ tử nghe một bài kệ.
Nghe tin, hoàng thái hậu Ỷ Lan, công chúa Thiên Thành, ni sư Diệu Nhân cùng đông đảo phật tử đến phúng viếng. Qua hai ngày sau, đại sư Nghĩa Hải Đại Sư ở chùa Sa Minh, sa môn được ban ấn tín là Pháp Thành cùng nhiều đồ chúng cũng đem lễ vật đến, rồi làm lễ an táng và xây tháp cho thiền sư ở trong khuôn viên chùa.
Khi ấy, học sĩ Nguyễn Văn Sử phụng chiếu soạn bài minh cho tháp, và thượng thư Đoàn Văn Khâm có thơ truy điệu, trong đó có câu (dịch từ chữ Hán):
...Phút chốc cửa từ cây cột đổ,
Bùi ngùi rừng đạo gốc thông lay...

## Công ánthiền
Trong Thiền uyển tập anh có chép một đoạn đối thoại giữa thiền sư Chân Không (gọi tắt là sư) và một vị tăng (không rõ pháp danh) như sau:
Một lần, có vị tăng hỏi: Thế nào là đạo huyền?
Sư đáp: Giác ngộ rồi mới biết.
Hỏi: Đối với giáo chỉ của người xưa, thì đệ tử chưa hiểu. Nay thầy lại dạy thế, đệ tử làm sao hiểu được?
Đáp: 
Nếu đến nhà tiên trong động thẳm
Thuốc đan thay cốt được mang về.
(Nhược đáo tiên gia thâm động nội
Hoàn đan hoán cốt đắc hoài qui)
Hỏi: Thế nào là thuốc đan?
Đáp:
Nhiều kiếp tối tâm không hiểu thấu
Sáng nay chợt ngộ được khai minh.
(Lịch kiếp ngu mông vô động hiểu
Kim thần nhất ngộ đắc khai minh)
Hỏi: Thế nào là khai minh?
Đáp:
Khai minh chiếu khắp cõi ta bà
Hết thảy chúng sinh thuộc một nhà.
(Khai minh chiếu triệt sa hà giới
Nhất thiết chúng sinh cộng nhất gia)
Hỏi: Tuy không giải đích xác, nhưng nơi nơi đều gặp nó. Vậy nó là cái gì?
Đáp: 
Lửa kiếp lẫy lừng thiêu rụi hết
Núi xanh như cũ trắng mây bay.
(Kiếp hỏa động nhiên hào mạt tận
Thanh sơn y cựu bạch vân phi)
Lại hỏi: Sắc thân hư nát rồi thì sao?
Đáp:
Xuân đến xuân đi ngờ xuân hết
Hoa nở, hoa tàn, ấy vẫn xuân.
(Xuân lai, xuân khứ, nghi xuân tận
Hoa lạc hoa khai chỉ thị xuân)
Vị tăng còn nghĩ ngợi, thiền sư Chân Không quát bảo:
Đất bằng sau cơn lửa
Cây cối đượm hương thơm.
(Bình nguyên kinh hỏa hậu
Thực vật các thủ phương)
Vị tăng bèn sụp xuống lạy tạ .

## Kệ thị tịch
Biết mình sắp tịch, thiền sư Chân Không gọi các đệ tử lại rồi nói kệ:
| Phiên âm Hán-Việt: Diệu bản hư vô nhật nhật khoa Hòa phong xuy khởi biến sa hà Nhân nhân tận thức vô vi lạc Nhược đắc vô vĩ thủy thị gia . | Nghĩa là: Hư vô, điệu thể vẫn khoe bày Khắp cõi sa hà, gió dịu bay Vui nhất vô vi, ai cũng hiểu Vô vi, nhà ở chính nơi này. |

## Sách tham khảo
- Sách Thiền uyển tập anh (bản dịch của Ngô Đức Thọ-Nguyễn Thúy Nga). Nhà xuất bản Văn học, 1990. Bản điện tử ở đây:  Lưu trữ ngày 20 tháng 9 năm 2011 tại Wayback Machine
- Sách Thiền uyển tập anh (bản dịch của Lê Mạnh Thát). Nhà xuất bản Thành phố Hồ Chí Minh, 1999.
- Thích Thanh Từ, Thiền sư Việt Nam. Thành hội Phật giáo Thành phố Hồ Chí Minh ấn hành năm 1992.
- Nguyễn Q. Thắng-Nguyễn Bá Thế, Từ điển nhân vật lịch sử Việt Nam. Nhà xuất bản Khoa học xã hội, 1992.